# Thun-panorama

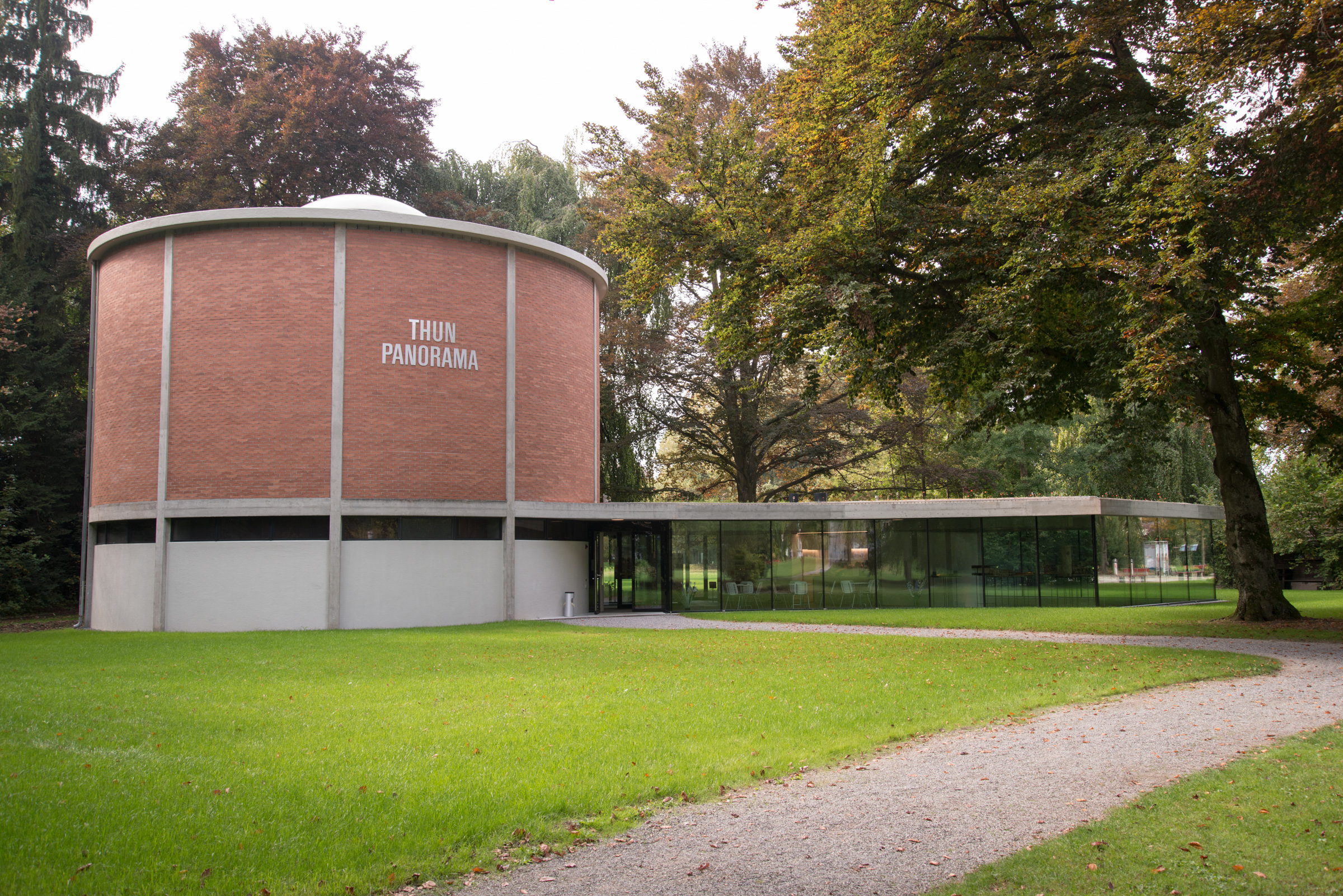
Het panoramagebouw in het Schadaupark in Thun

Het Thun-panorama (vroeger Wocher-panorama genoemd) is een panoramaschilderij van de Zwitserse stad Thun. Het werd tussen 1809 en 1814 geschilderd door de Bazelsche kunstenaar Marquard Wocher (1760-1830). Het was het eerste panorama in Zwitserland en is voor zover bekend het oudste bewaard gebleven panoramaschilderij ter wereld. 
Het doek meet 7,4 bij 37,7 meter. Het panorama toont de stad Thun rond het jaar 1810 vanuit het perspectief van een dak in de oude binnenstad. Te zien zijn de rivier de Aare, het kasteel, de kerk en verschillende poorten en torens die in de loop der tijd zijn verdwenen. Buiten de stad zijn het dal van de Aare en een deel van het meer van Thun zichtbaar, en rondom in de verte de Alpen met de toppen van de Stockhorn, Niesen, Doldeshorn, Blüemlisalp, Breithorn en de Jungfrau.

## Geschiedenis
Marquard Wocher begon in 1808 met het ontwerp voor zijn panorama en voltooide het in 1809. Het ontwerp was een potloodtekening die hij overtrok met Oost-Indische inkt en vervolgens inkleurde met waterverf. Het is 67 cm hoog en 338 cm lang en is, net als het panoramaschilderij, bewaard gebleven.

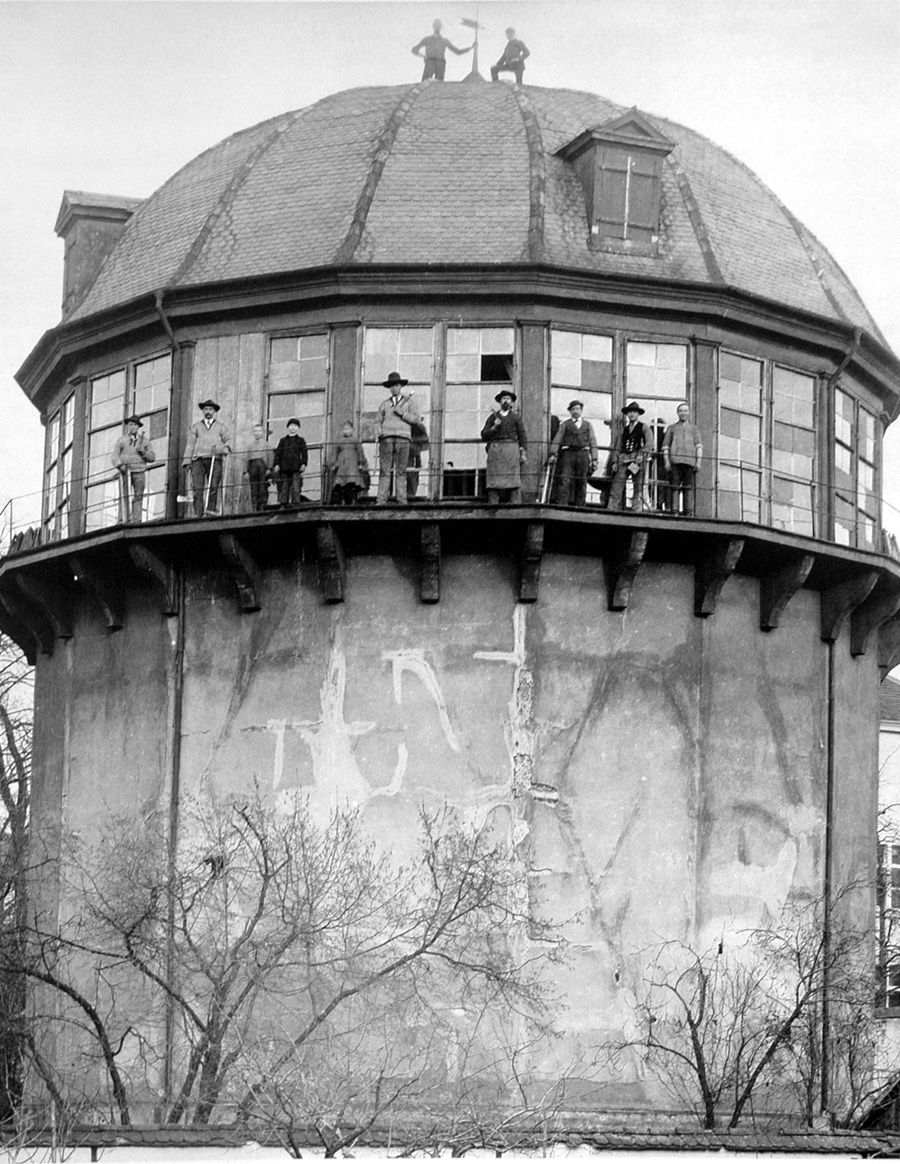
Het oorspronkelijke panoramagebouw in Bazel in 1880

Op zijn privéterrein aan het Sternengäßlein in Bazel liet Marquard Wocher in 1809 een panoramabouw met een koepeldak bouwen. Het had een hoogte van 19,5 m en een diameter van 13,5 m. De plattegrond was een regelmatige veertienhoek. Rondom onder de koepel waren ramen en een loopbrug aangebracht. 
In dit gebouw begon Wocher in 1809 met het beschilderen van het doek, dat een hoogte van 7,4 m en een omtrek van 37,7 m had. Het werd geschilderd met olieverf op linnen, dat bekleefd was met papier. In 1814 voltooide hij het schilderij en werd het panorama opengesteld voor het publiek.
Het panorama trok veel bezoekers, ook uit het buitenland. Toch waren de inkomsten niet hoog genoeg om zijn schulden af te betalen en Wocher zocht daarom een koper voor het panorama. Toen Wocher in 1830 op 70-jarige leeftijd overleed, moest zijn nalatenschap worden geliquideerd via een faillissement. De veiling vond plaats in 1831. De koop van het panorama werd toegewezen aan Benedikt de Anton Mäglin. Daarna veranderde het panorama verschillende keren van eigenaar. In 1887 werd het panoramaschilderij gekocht door de architect Leonard Friedrich uit Basel en uit het gebouw verwijderd. Het vervallen panoramagebouw werd rond 1894 gesloopt.
In 1899 schonk Leonard Friedrich het schilderij aan de verkeersvereniging van de stad Thun. Daarna werd het op verschillende plaatsen bewaard en raakte het in de vergetelheid. Het schilderij werd in 1920 toevallig ontdekt, opgerold onder de vloer van een turnhal toen die werd gesloopt.

## Beheer
Dankzij de inspanningen van de Zwitserse Gottfried Keller Foundation werd het schilderij in 1958/1959 gerestaureerd door de firma Fischer & Partner en weer toegankelijk gemaakt voor het publiek. Sinds 1961 wordt het tentoongesteld in een speciaal daarvoor gebouwd gebouw in het park van Schloss Schadau, direct aan het meer van Thun. Het schilderij werd in 2014 opnieuw gerestaureerd vanwege de hoge luchtvochtigheid en het aangebouwde paviljoen werd uitgebreid onder leiding van architectenbureau Graber & Steiger.

## Andere panorama's in Zwitserland
- Panorama Einsiedeln in de bedevaartplaats Einsiedeln
- Bourbaki-panorama in de stad Luzern
- Panorama van de Slag bij Murten in het stadje Murten (in depot)